# Утренняя серенада (балет)
Утренняя серенада (фр. Aubade) — концерт-балет для фортепиано и 18 инструментов Франсиса Пуленка, написанный в 1929 году.
Балет был поставлен Сержем Лифарем 29 октября 1946 года в труппе «Новый балет Монте-Карло».
Первые исполнители — Рене Жанмер и Владимир Скуратов.
Либретто балета основано на античном мифе о богине Диане и охотнике Актеоне.

2 апреля 2006 года — для VI Международного конкурса балета им. Сержа Лифаря в Киеве французский танцовщик и балетмейстер Оливье Пате, опираясь на консультации первого исполнителя Владимира Скуратова, возобновил «Утреннюю серенаду» в хореографии С.Лифаря на сцене Национальной оперы Украины имени Тараса Шевченко. Главные партии исполнили солисты балета Национальной оперы Татьяна Голякова и Андрей Гура.